# In Spite of All the Danger
Pistes inédites de Anthology 1
That'll Be the Day Hallelujah I Love Her So
In Spite of All the Danger est une chanson composée par Paul McCartney et George Harrison en 1958, c'est la première chanson enregistrée des Quarrymen, groupe qui deviendra plus tard The Beatles. Longtemps restée inconnue du grand public, la chanson a finalement été publiée en 1995 sur l'album Anthology 1 des Beatles, avec d'autres inédits de la même époque.

## Historique
Le 12 juillet 1958, les membres du groupe The Quarrymen, fondé par John Lennon, payent eux-mêmes 17s3d pour l'enregistrement de ce titre et de That'll Be the Day, une reprise de Buddy Holly, dans le petit studio de Percy Phillips (en) situé au 38 Kensington Road à Liverpool. Ces enregistrements, qui ont eu lieu quelques jours seulement avant la mort de Julia Lennon la mère de John, sont les premiers du groupe qui deviendra les Beatles.
Cette chanson est créditée à McCartney et Harrison (tel qu'écrit à la main sur l'étiquette du disque) bien que le premier insiste qu'elle a été écrite par lui, inspirée de la chanson Trying To Get To You (écrite par Rose Marie McCoy et Charles Singleton) d'Elvis, mais que le solo de guitare est créé par Harrison. Comme les jeunes musiciens ne connaissaient pas les règles des droits d'auteurs, ils ont cru que l'« écriture » du solo donnait au guitariste le droit au titre d'auteur. Le chanteur soliste  est John Lennon.
Une copie acétate de la chanson est pressée, passant une semaine dans les mains de chaque membre des Quarrymen, le dernier d'entre eux étant le pianiste John Lowe. Celui-ci la conserve durant près de 25 ans, puis tente de la vendre aux enchères en 1981 avant que Paul McCartney n'intervienne et la lui rachète, la faisant restaurer pour en faire une cinquantaine de copies et les offrir en cadeau à des proches ou à des membres de sa famille. En 2012, on évalue le 78 tours à 233 000$US ce qui en fait un des dix disques vinyle les plus chers au monde.
En 1995, une version écourtée à 2:44 de cet enregistrement est inclus dans la compilation d'archives Anthology 1.
En 2010, le film Nowhere Boy, qui retrace la jeunesse de Lennon, comporte une scène présentant cette séance d'enregistrement, la situant cependant après la mort de la mère de ce dernier.
Dans une entrevue dans le podcast Something About the Beatles en décembre 2021, le cinéaste Peter Jackson a indiqué que la technologie d'intelligence artificielle, que son studio a développé afin d'améliorer le son des bandes Nagra pour le documentaire Get Back, pourrait être appliquée sur les enregistrements de In Spite of All The Danger et That'll Be the Day. Par contre, aucune annonce dans ce sens n'a été faite.
Paul McCartney l'interprète en spectacle lors de sa tournée de 2023-2024[réf. nécessaire].

## Interprètes
- John Lennon : chant, guitare rythmique
- Paul McCartney : guitare rythmique, chœurs
- George Harrison : guitare solo, chœurs
- John Lowe : piano
- Colin Hanton : batterie